# Stazione di Eccellente
Stazione di Eccellente vasútállomás Olaszországban, Francavilla Angitola településen.

## Vasútvonalak
Az állomást az alábbi vasútvonalak érintik:
- Battipaglia–Reggio di Calabria-vasútvonal

## Kapcsolódó állomások
A vasútállomáshoz az alábbi állomások vannak a legközelebb:
- Curinga railway stop
- Stazione di Vibo Valentia-Pizzo
- Stazione di Francavilla Angitola-Filadelfia